# ブラフモ・サマージ
ブラフモ・サマージ（Brahmo Samaj、ベンガル語：ব্রাহ্ম সমাজ Bramho Shômaj、ブラフモ協会）は、1828年にラーム・モーハン・ローイが設立した社会運動及び宗教運動組織である。当初の名称はBrahmo Sabha（ブラフモ集会）で、正式な設立は1830年。「ブラフモ」はブラフマン言い換えれば宇宙の至高精神を崇拝する人、「サマージ」は結束した人々のコミュニティを意味する。
ベンガル・ルネッサンスとして知られている19世紀インドの近代化・伝統復興のムーブメントの最初に位置し、19世紀から20世紀のヒンドゥー教改革運動の先駆として、アーリヤ・サマージなどの多くの宗教団体に影響を与えた。

## 概要
イスラム教、キリスト教、そしてウパニシャッドの中に真理があり、イエス自身に立ち戻ることで得られる純粋なキリスト教とインドの古代のヒンドゥー教には一致があり、そこに普遍性があると考え、古代の純粋なヒンドゥー教の復興を目指した。キリスト教ユニテリアンとの関わりも深く、西洋の秘教や心霊主義の観点も取り入れられている。
ローイは自身の宗教的信念の啓蒙や様々な社会活動を行い、1833年にイギリスで死去した。ローイを財成面で支援していたデーベンドラナート・ダゴールの長子デヴェンドラナート・タゴール（詩聖ラビンドラナート・タゴールの父）がローイの死後10年たって入会し、活動を引き継いだ。彼はウパニシャッドの尊重という点はローイの思想を引き継いでいるが、インドにはヒンドゥー教だけでよいとしてキリスト教を排している。祈祷にはウパニシャッドからとったもの、左道シャクティ派のマハーニルヴァーナ・タントラからとったものを使い、シャンカラの一元論を捨てて、ウパニシャッドの信念を支持した。またヒマラヤ山中に1年半入って修行し、神の荘厳の声を聞くようになったという。タゴールはブラフモ・サマージの組織化に力を注ぎ、ブラフマンへの礼拝・祈祷の形式を整え、これによりベンガル人の入会者は増え、組織は隆盛した。
イギリス式の教育を受けていた青年ケーシャブ・チャンドラ・セーンが入会し、タゴールは彼に目をかけ、セーンは活動に力を入れた。しかし、求道的なタゴールに対し、セーンはヒンドゥー社会の改革・社会活動への情熱が強く、宗教面でもキリスト教に徐々に傾斜し、その方向性の違いから、1866年にセーンはインド・ブラフモ・サマージに分裂した。セーンはベンガル地方で行われたチャイタニヤ運動の影響を強く受けており、ヒンドゥー教的に言えばバクティによるヴィシュヌ派の信者であった。セーンの時期にはラルフ・ワルド・エマーソン、テオドール・パーカーの超越主義哲学の全著作が回覧されていた。1870年には渡英してキリスト教徒に歓迎を受け、半年滞在した。その後7年社会活動に専念し、インド改革協会（1870年）の設立、女子教育のための学校の設立、貧民救済活動、男子のための工業課程の学校を作った。セーンは社会の中のカーストの完全な廃止を唱え、女性を協会のメンバーとして認めた改革者だった。1875年にラーマクリシュナに会い、交流して影響を受け、全ての宗教が同一のところに帰すると考えてるようになった。精神修養道場を建てて瞑想やヨーガを行い、シャクティ派に接近した。
1878年にベンガル政府はセーンの娘とビハールの王子の婚約を整えたが、娘は14歳と若く、セーンが唱えていた児童婚の廃止に反するものであった。そのため彼に不信感を抱く人が増え、1878年にインド・ブラフモ・サマージからサーダーナン・ブラフモ・サマージ（大衆的ブラフモ・サマージ）が分かれた。この年セーンは大病を患ったが回復し、晩年の6年間はすべての宗教の調和理念を打ち出そうとし、神智学協会運動の Church of the New Dispensation という別名の教会をたてて活動した。「ブラフモ・ナショナリズムとヴィシュヌ派の情緒主義とキリスト教の超自然主義とヴェーダーンタの神秘主義」がまとめられたものと言われる。彼の死後セーンのインド・ブラフモ・サマージは衰え、 Church of the New Dispensation も4つに分裂し、タゴールの正統ブラフモ・サマージも衰退したため、サーダーナン・ブラフモ・サマージがわずかに残るのみである。カルカッタに大学を作ったアーナンダ・モーハン・ボース、ボンベイのプラールタナー・サマージなど、派生、分裂した組織はインド各地で大きな影響を与えた。